# يوزيني

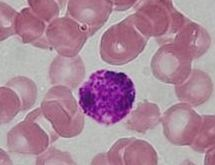
خلية دم بيضاء قاعدية محاطة بكريات دم حمراء يوزينية خفيفة الاصطباغ.

يوزيني (بالإنجليزية: Eosinophilic أي محب لليوزين)‏ هو مصطلح يشير إلى تصبغ الأنسجة أو الخلايا أو العضيات بصباغ اليوزين.
اليوزين صبغة حمضية، لذلك فالمواد اليوزينية قاعدية.
اليوزيني يعبر عن شكل خلايا وتركيب مقطع نسيجي يصطبغ بصبغة اليوزين. أغلب هذه التركيبات اليوزينية مكونة من البروتين.
عادة ما يجمع اليوزين مع صبغة الهيماتوكسيلين لتكوين صبغة هيماتوكسيلين ويوزين المستخدمة كثيرا في الفحوصات الطبية.
من التركيبات اليوزينية داخل الخلايا أجسام مالوري وأجسام ليوي، ومن الخلايا اليوزينية كريات الدم البيضاء.